# Listă de orașe din statul Arkansas

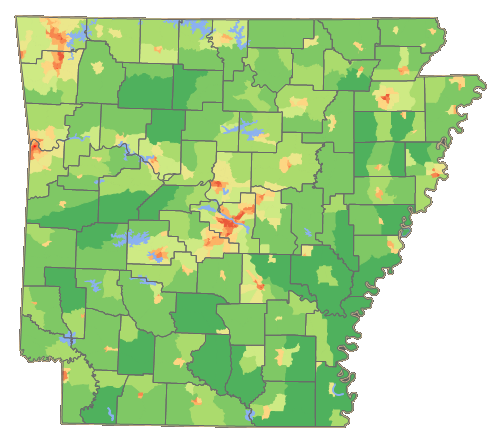
Harta densității populației statului Arkansas indicând densitatea locuitorilor după comitatele acestuia.

Această pagină este o listă de orașe (comunități urbane mai mari) din statul Arkansas, unul din cele 50 de state ale Statelor Unite ale Americii.
- Vedeți și Listă de municipalități din statul Arkansas.
  - Vedeți și Listă de orașe din statul Arkansas.
  - Vedeți și Listă de târguri din statul Arkansas.
  - Vedeți și Listă de sate din statul Arkansas.

respectiv
- Vedeți și Listă de comitate din statul Arkansas.
- Vedeți și Listă de districte civile din statul Arkansas.
- Vedeți și Listă de locuri desemnate pentru recensământ din statul Arkansas.
- Vedeți și Listă de comunități neîncorporate din statul Arkansas.
- Vedeți și Listă de localități din statul Arkansas.
- Vedeți și Listă de localități dispărute din statul Arkansas.
- Vedeți și Listă de rezervații amerindiene din statul Arkansas.

## Listă alfabetică de orașe

### A
- Amity
- Arkadelphia

### B
- Bay
- Berryville
- Bella Vista
- Bentonville
- Bethel Heights
- Bono

### C
- Cave Springs
- Centerton
- Corning
- Cotter
- Crossett

### D
- De Witt
- Decatur
- Dermott
- Diamond City

### E
- Elm Springs ‡
- Eudora
- Eureka Springs

### F
- Fairfield Bay ‡

### G
- Gassville
- Gentry
- Gillett
- Gravette
- Green Forest
- Greenway
- Greers Ferry
- Gurdon

### H
- Hamburg
- Hampton
- Harrison
- Heber Springs
- Hermitage
- Humphrey ‡

### J
- Jonesboro

### K
- Kingsland
- Knobel

### L
- Lake Village
- Lakeview
- Little Flock
- Lowell

### M
- Magnolia
- McNeil
- McDougal
- Monette
- Montrose
- Morrilton
- Mountain Home

### N
- Norfork

### O
- Oppelo

### P
- Parkdale
- Pea Ridge
- Peach Orchard
- Piggott
- Plumerville
- Pollard
- Portland

### Q
- Quitman ‡

### R
- Rector
- Rison
- Rogers

### S
- Saint Francis
- Saint Joe
- Salesville
- Siloam Springs
- Springdale ‡
- Stuttgart

### T
- Taylor
- Thornton

### W
- Waldo

### X, Y, Z
- Warren
- Wilmot

## Alte legături interne
- Categorie:Liste de comitate din Statele Unite ale Americii după stat
- Categorie:Liste de orașe din Statele Unite după stat
- Categorie:Liste de târguri din Statele Unite după stat
- Categorie:Liste de districte civile din Statele Unite după stat
- Categorie:Liste de sate din Statele Unite după stat
- Categorie:Liste de comunități neîncorporate din Statele Unite după stat
- Categorie:Liste de localități dispărute din Statele Unite după stat
- Categorie:Liste de comunități desemnate pentru recensământ din Statele Unite după stat
- Categorie:Liste de rezervații amerindiene din Statele Unite după stat
- Categorie:Liste de zone de teritoriu neorganizat din Statele Unite după stat

respectiv
- Listă de orașe din statul Arkansas
- Listă de târguri din statul Arkansas
- Listă de districte civile din statul Arkansas
- Listă de sate din statul Arkansas
- Listă de locuri desemnate pentru recensământ din statul Arkansas
- Listă de comunități neîncorporate din statul Arkansas
- Listă de localități din statul Arkansas
- Listă de localități dispărute din statul Arkansas
- Listă de zone de teritoriu neorganizat din statul Arkansas